# 六鳃锯鲨
六鰓鋸鯊（英語：Pliotrema warreni）為六鰓鋸鯊屬下的唯一物種。有6對鰓裂，為六鰓鯊目之外為一有超過5對鰓裂的鯊魚。和其他鋸鯊不同，六鰓鋸鯊吻突上的齒分佈延伸至頭部的兩側。雌性六鰓鋸鯊體長可超過 136（4.46英尺），雄性則可超過 112（3.67英尺）。
2020年，在马达加斯加和坦桑尼亚的桑给巴尔发现了两种六鳃锯鲨：卡氏六鳃锯鲨Pliotrema kajae sp. nov.和安娜六鳃锯鲨Pliotrema annae sp. nov.（Weigmann, 2020）。之前该属只有六鳃锯鲨Pliotrema warreni一种。

## 分佈
六鰓鋸鯊分佈在溫帶及亞熱帶南非東南海岸的西印度洋外（23° S至37° S）水深 37 至 500 公尺處。屬於大陸棚上的中底層魚種。成年六鰓鋸鯊會生活在較深的海域，與幼體隔離。

## 下属物种
本属包括以下物种：
- 安娜六鳃锯鲨 Pliotrema annae Weigmann, Gon, Leeney & Temple, 2020[5]
- 卡氏六鳃锯鲨 Pliotrema kajae Weigmann, Gon, Leeney & Temple, 2020[5]
- 六鳃锯鲨 Pliotrema warreni Regan, 1906

## 行為
六鰓鋸鯊會用吻上的勞倫氏壺腹在海底尋找食物，以小魚、甲殼類與魷魚為食。目前已知的天敵為鼬鯊，不過可能也包括其他大型鯊魚。六鰓鋸鯊為卵胎生，一年繁殖一次，一次可產下5至7尾幼鯊。幼鯊出生時體長為35（1.15英尺），雄性在體長為83（2.72英尺）時達到成熟，雌性則在體長為110（3.6英尺）時達到成熟。

## 保護狀況
六鰓鋸鯊在國際自然保護聯盟瀕危物種紅色名錄中被列為近危物種，因為牠們僅分布於一小區域的海域、產仔量少、性成熟時間晚、且容易受到底拖網漁業的威脅。